# Лангман, Харри
Хартгерт «Харри» Лангман (нидерл. Hartgert (Harrie) Langman; 23 февраля 1931, дер. Аккрум, Херенвен, Фрисландия, Нидерланды — 1 августа 2016, Драхтен, Фрисландия, Нидерланды) — нидерландский бизнес-менеджер, экономист и государственный деятель, министр экономики Нидерландов (1971—1973).

## Биография
Родился в семье учителя. В 1951 г. окончил с отличием юридический факультет Амстердамского свободного университета, в 1951 г. получил там же диплом в области экономики.
В январе 1951 г. начал свою карьеру в качестве секретаря правления сети супермаркетов Simon de Wit, с 1953 по 1955 г. проходил военную службу на различных руководящих должностях в судостроительной компании KMS (Koninklijke Maatschappij «De Schelde» Scheepswerf en Machinefabriek); до марта 1965 г. занимал пост секретаря Совета директоров, а затем — с 1965 по 1967 г. занимал являлся заместителем председателя Совета директоров КМС.
В 1967—1971 г. являлся директором Фонда нидерландской судостроительной промышленности. В 1969 г. в этом качестве становится консультантом правительства, поскольку в этот момент возник судостроительный кризис, вызванный слиянием отдельных верфей в корпорацию Verolme Verenigde Scheepswerven (VVSW).
Одновременно в 1964—1971 гг. преподавал в качестве доцента и профессора делового администрирования в Голландском университете экономики (затем — Роттердамский Университет Эразма) в Роттердаме. В своих лекциях особое внимание, в частности, уделял проблемам окружающей среды.
В начале 1970-х гг. вступил в праволиберальную Народную партию за свободу и демократию. С 1971 по 1973 гг. в качестве ее представителя входил в правительство Нидерландов в должности министра экономики. С его именем связывают импульс развития региональной экономики страны. В этот период Нидерланды приняли решение об участии в проекте по строительству АЭС SNR-300 в местечке Калкар.
После своей отставки занимал многочисленные руководящие должности в различных бизнес-структурах. Долгое время он был также председателем кураториума Фонда Телдерса.

## Награды и звания
- Командор ордена Оранских-Нассау (1991)
- Рыцарь ордена Нидерландского льва (1973).